# Ханс Фишер
Ханс Фишер (Франкфурт, 27. јул 1881 — Минхен, 31. март 1945) био је немачки хемичар у органској индустрији и добитник Нобелове награде за хемију 1930. године за своја истраживања устава хемина и хлорофила, а посебно за синтезу хемина.

## Биографија

### Ране године
Фишер је рођен у Хохсту на Мајни, данас градској четврти Франкфурта . Његови родитељи су били др Југен Фишер, директор фирме Kalle & Co. из Висбадена, и Ана Хердеген. Ишао је у основну школу у Штутгарту, а касније у Гимназију (Humanistisches Gymnasium) у Висбадену, матурирајући 1899. Читао је хемију и медицину, прво на Универзитету у Лозани, а затим у Марбургу . Дипломирао је 1904. године, а 1908. године стекао је звање доктора медицине . 

### Каријера
Прво је радио на медицинској клиници у Минхену, а затим на Првом берлинском хемијском институту под водством Емила Фишера . Вратио се у Минхен 1911. године и годину дана касније квалификовао за предавача интерне медицине. 1913. постао је предавач физиологије на Физиолошком институту у Минхену. 1916. године постао је професор медицинске хемије на Универзитету у Инзбруку, а одатле је отишао на Универзитет у Бечу 1918.
Од 1921. до своје смрти био је на месту професора органске хемије на Техничком универзитету у Минхену .
Фишеров научни рад се највише бавио истраживањем пигмената у крви, жучи, а такође и хлорофила у лишћу, као и хемијом пирола из којег ови пигменти потичу. Од посебне важности била је његова синтеза билирубина и хемина . За ово дело добио је многе почасти, а Нобелову награду добио је 1930. Месечев кратер Фишер назван је по њему (и Херману Фишеру) 1976. године.

### Лични живот
Фишер се 1935. оженио Вилтруд Хауфе. Самоубиство је извршио у Минхену у очају због уништења свог института и свог рада током последњих дана Другог светског рата.
1945. године, пред крај Другог светског рата, његово истраживање у Минхену уништено је у бомбашкој рацији. Фишер је потом починио самоубиство.